# Ségué-Mossi
Ségué-Mossi est une localité du Burkina Faso située dans le département de Banh, la province du Loroum et la région du Nord. 

## Population
Lors du recensement de 2006, on y a dénombré 1 002 habitants. Comme son nom l'indique, ce sont des Mossi.